# اچ‌ام‌اس بلنهایم (۱۸۱۳)
اچ‌ام‌اس بلنهایم (۱۸۱۳) (به انگلیسی: HMS Blenheim (1813)) یک کشتی بود که طول آن ۱۷۶ فوت (۵۴ متر) بود. این کشتی در سال ۱۸۱۳ ساخته شد.